# Staffhorst
Staffhorst là một đô thị thuộc the huyện Diepholz, trong bang Niedersachsen, Đức. Đô thị này có diện tích 14,61 km².